# Байбиков, Мухаммад Фаридович
Мухаммад-хазрат Фаридович Байбиков (род. 1 сентября 1978, Старая Терешка Старокулаткинского района Ульяновской области) — муфтий, Председатель Центрального Духовного Управления мусульман Ульяновской области при СМР.

## Биография
- Родился 1 сентября 1978 года в селе Старая Терешка Старокулаткинского района Ульяновской области.
- Начиная с 1995 по 1999 гг. получал исламское религиозное образование в Арабско-татарском Колледже г. Ульяновска.
- С 2000 по 2004 гг. работал преподавателем Альметьевского Исламского Медресе им. Ризы Фахретдина Республики Татарстан.
- В октябре 2004 г. был избран имам-хатыбом Заволжской мечети г. Ульяновска, одновременно занимал должность заместителя муфтия Центрального духовного управления Ульяновской области Фатых-хазрата Алиуллова.
- 20 января 2010 г. на очередном отчетно-выборном съезде ЦДУМ УО, по рекомендации действующего на то время муфтия Фатых-хазрата Алиуллова, выставил свою кандидатуру на пост муфтия ЦДУМ УО и, впоследствии, подавляющим большинством голосов был избран муфтием.

Женат, имеет 3 детей.

## Прочее
Владеет арабским языком.